# اودا نوبواوکی
اودا نوبواوکی (به ژاپنی: 織田信興)، اودا نوبوتومو (به ژاپنی: 織田信与)(مرگ ۲۸ دسامبر، ۱۵۷۰) یک سامورایی در دوره سنگوکو و برادر کوچکتر اودا نوبوناگا بود.
سال ۱۵۷۰ نبرد ایشی‌یاما هونگان آغاز شد. به پیروی از این معبد و بدنبال آن شورش ناگاشیما رخ داد و شورشیان توانستند قلعه ناگاشیما را تصرف کنند. سپس شورشیان در ۲۲ دسامبر همان سال به قلعه کوکیئه که توسط اودا نوبواوکی محافظت می‌شد حمله بردند. اودا نوبواوکی از نوبوناگا و ارباب قلعه کووانا، تاکیگاوا ایچی‌ماسو تقاضای نیروی کمکی برای مقابله با این حمله کرد. اما نوبوناگا در نبرد شیگا درگیر با نیروهای آساکورا یوشیکاگه، آزای ناگاماسا و راهبان مسلح (سوهی) معبد انریاکو در کوه هیئی بود و نتوانست به وی نیروی کمکی برساند. تاکیگاوا ایچی‌ماسو نیز قلعه‌اش در نزدیکی این قلعه قرار داشت در این زمان توسط شورشیان بودایی محاصره شده بود. ۶ روز بعد در ۲۸ دسامبر قلعه کوکیئه سقوط کرد و شورشیان نوبواوکی را وادار به هاراکیری کردند.

## خانواده
- پدر: اودا نوبوهیده (۱۵۱۰–۱۵۵۱)
- برادران
  - اودا نوبوهیرو (مرگ ۱۵۷۴)
  - اودا نوبوناگا (۱۵۸۲–۱۵۳۴)
  - اودا نوبویوکی (۱۵۵۷–۱۵۳۶)
  - اودا نوبوهارو (۱۵۷۰–۱۵۴۵)
  - اودا ناگاماسو (۱۶۲۲–۱۵۴۸)
  - اودا نوبوکانه (۱۶۱۴–۱۵۴۸)
  - اودا نوبوتوکی (مرگ ۱۵۵۶)
  - اودا هیده‌تاکا (مرگ ۱۵۵۵)
  - اودا هیده‌ناری
  - اودا نوبوترو
  - اودا ناگاتوشی
- خواهران:
  - اوایچی (۱۵۸۳–۱۵۴۷)
  - اواینو (مرگ ۱۵۸۲)